# Mycodrosophila ciliatipes
Mycodrosophila ciliatipes är en tvåvingeart som beskrevs av Oswald Duda 1923. Mycodrosophila ciliatipes ingår i släktet Mycodrosophila och familjen daggflugor. Inga underarter finns listade i Catalogue of Life.